# Pioneers de Wilkes-Barre/Scranton
Stade
Maillots
Les Pioneers de Wilkes-Barre/Scranton (en anglais : Wilkes-Barre/Scranton Pioneers) sont une franchise américaine de football américain en salle basée à Wilkes-Barre, dans l'État de Pennsylvanie. L'équipe, créée en 2002, est membre de l'arenafootball2 et joue dans la Wachovia Arena at Casey Plaza.

## Saison par saison
| Saison | Vic. | Déf. | Nuls | Class.            | En playoffs             |
| 2002   | 6    | 10   | 0    | 3e AC Northeast   | --                      |
| 2003   | 6    | 10   | 0    | 3e AC Northeast   | --                      |
| 2004   | 13   | 3    | 0    | 1e AC Northeast   | Défaite Week 2          |
| 2005   | 9    | 7    | 0    | 4e AC East        | Défaite en AC Semifinal |
| 2006   | 9    | 7    | 0    | 3e AC East        | Défaite au 1er tour     |
| 2007   | 14   | 2    | 0    | 1e AC East        | Défaite ArenaCup VIII   |
| 2008   | --   | --   | --   | --                | --                      |
| Total  | 62   | 43   | 0    | (inclus playoffs) | (inclus playoffs)       |